# بيجيويلد 2
بيجيويلد 2 (بالإنجليزية: Bejeweled 2)‏ ، هي لعبة إلكترونية من نوع ألغاز، أنتجت اللعبة سنة 2004م، وتعمل لعدة أنظمة التشغيل ومن بينها ويندوز موبايل وإكس بوكس 360 وبلاي ستيشن 3.